# Суспільне виробництво
Суспільне виробництво — сукупна організована діяльність людей із перетворення речовин і сил природи з метою створення матеріальних і нематеріальних благ, необхідних для їхнього існування та розвитку. Традиційно складається з двох сфер:
- матеріальне;
- нематеріальне.

Матеріальне виробництво охоплює галузі, які займаються виробництвом матеріальних благ і наданням матеріальних послуг (промисловість, сільське господарство, зв'язок, транспорт, побутове обслуговування тощо).
До нематеріального виробництва належать галузі, які займаються виробництвом духовних цінностей і наданням нематеріальних послуг (роздрібна торгівля, освіта, охорона здоров'я, мистецтво, культура і т. д.)